# Rudolf Fernau
Rudolf Fernau (Munique, 7 de janeiro de 1898 – Munique, 4 de novembro de 1985), nasceu Andreas Rudolf Neuberger, foi um ator de cinema alemão. Ele atuou em 53 filmes entre 1936 e 1982.

## Filmografia selecionada
- 1936: Verräter
- 1939: Im Namen des Volkes
- 1939: Der Vorhang fällt
- 1939: Brand im Ozean
- 1939: Der Weg zu Isabel
- 1975: Bis zur bitteren Neige / Begegnung im Nebel
- 1976: Die Elixiere des Teufels
- 1976: Die Fastnachtsbeichte